# Giovannelli (calciatore)
 Giovannelli (fl. XX secolo) è stato un calciatore italiano, di ruolo centrocampista.

## Carriera
Con lo Spezia disputa complessivamente 7 gare nei campionati di Prima Divisione 1921-1922, 1922-1923 e 1924-1925.